# 圣安得鲁广场 (爱丁堡)

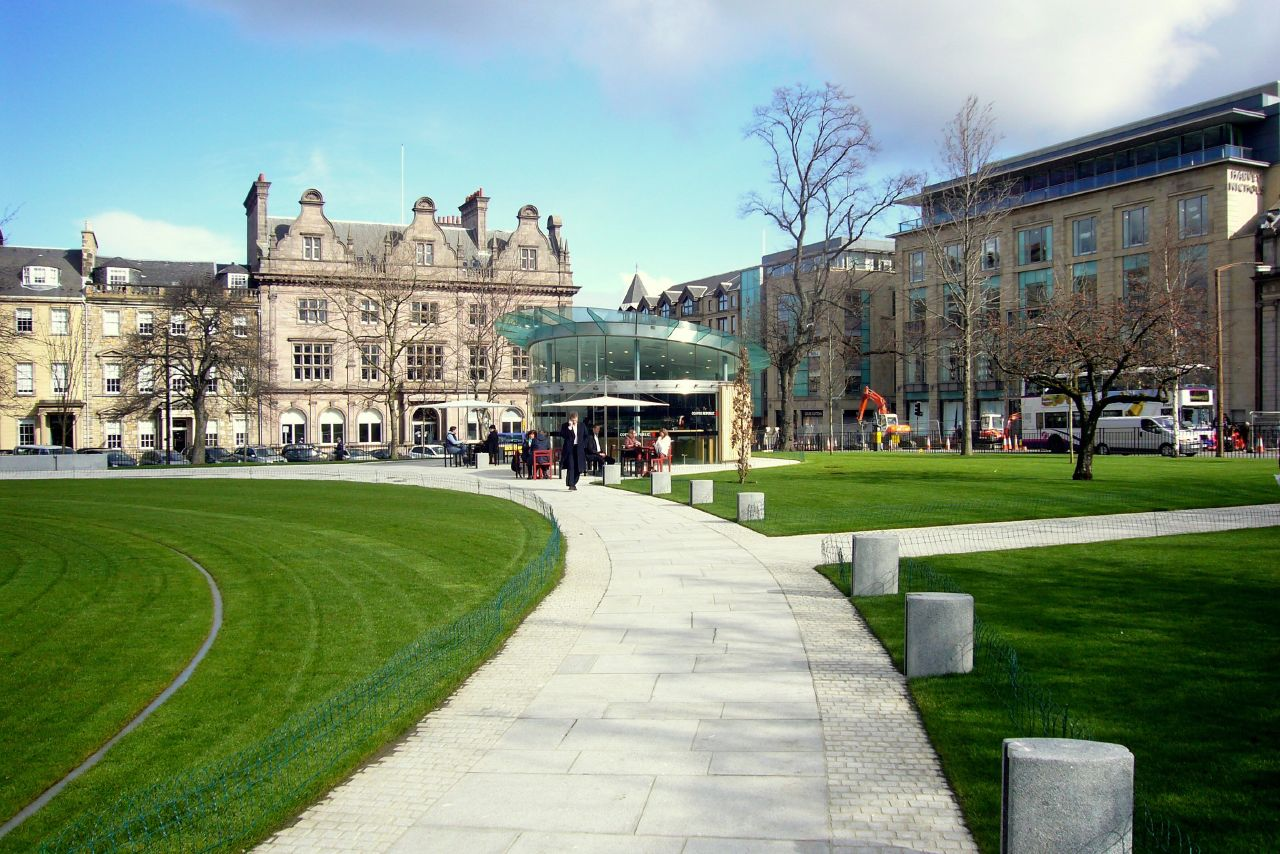
圣安得鲁广场

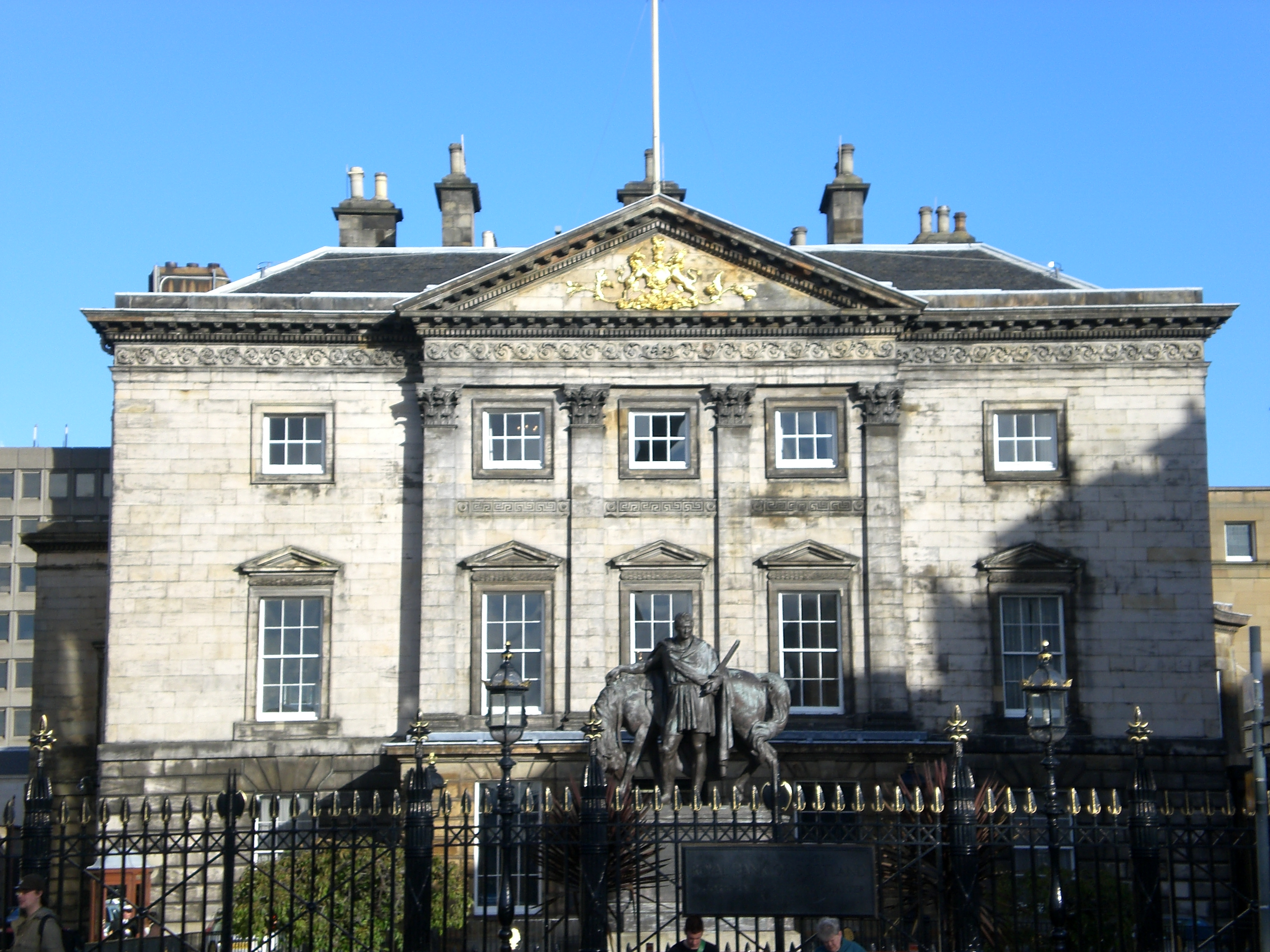
登打士大厦

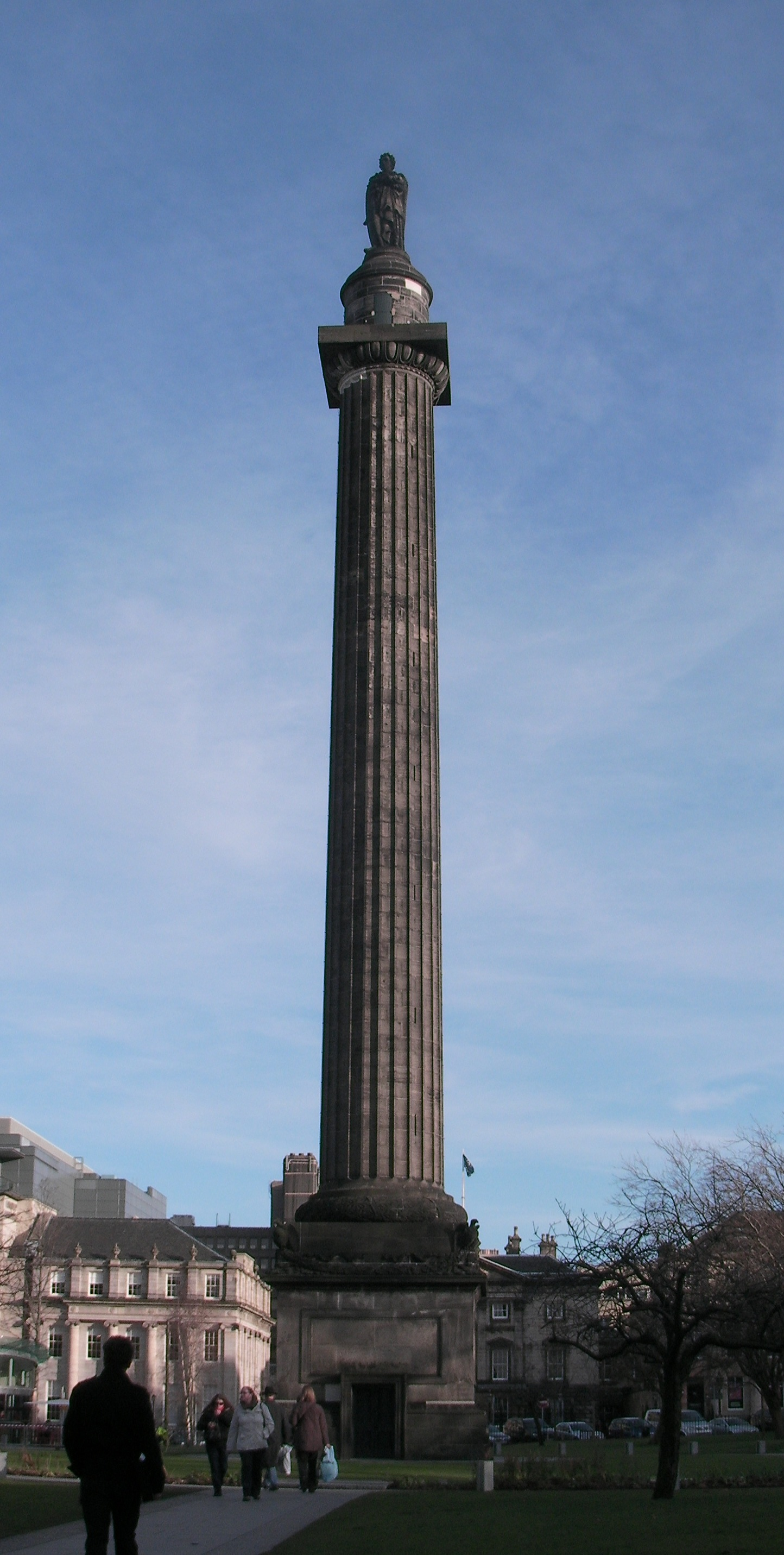
麥爾維爾紀念碑

圣安得鲁广场（St. Andrew Square）是爱丁堡的一个广场，位于乔治街的东端。圣安得鲁广场的兴建开始于1772年，是爱丁堡新城建设的第一部分，由詹姆斯·克雷格设计。六年后圣安得鲁广场完成，成为全市最舒适和最时髦的住宅区之一。19世纪末，圣安得鲁广场发展成为该市的商业中心。 

## 布局
今天，住宅仅限于圣安得鲁广场的北侧。它的花园整天被巴士和拥挤的行人包围。广场的大部分是银行和保险公司的办公楼，使其成为苏格兰重要的金融中心。圣安得鲁广场据称是苏格兰最富有的区域。
耸立在圣安得鲁广场花园中心的是麥爾維爾紀念碑，以纪念第一代梅尔维尔子爵亨利·登打士。 
在广场东侧矗立着登打士大厦，由威廉·钱伯斯为劳伦斯·登打士爵士建于1772年到1774年。此处曾经预留给圣安得烈教堂。1825年，登打士大厦成为苏格兰皇家银行总部。登打士大厦的帕拉第奥立面和大堂华丽的天花板出现在该银行发行的纸币上。  
从登打士大厦沿乔治街走不远，是建于1784年的圣安得烈教堂。1806年，British Linen Bank总部搬到圣安德鲁广场。National Bank of Scotland总部设在圣安德鲁广场42号，直到1969年并入苏格兰皇家银行。圣安得鲁广场还有证券交易所及众多的保险公司。
圣安得鲁广场居住过许多名人。建筑师罗伯特·亚当劝说他的朋友，哲学家和经济学家大卫·休谟迁居圣安得鲁广场，希望鼓励其他人从旧城迁居新城。休谟选择住在广场的西南侧，王子街和圣大卫街街角。建筑师威廉·钱伯斯则住在北侧的26号。

## 交通
圣安得鲁广场是一个交通枢纽。爱丁堡汽车站位于广场以东，经营长途汽车业务。2003年重建，纳入新的豪华购物街。 
2011年，新的爱丁堡电车网开始运作时，将在这个广场设站，直通爱丁堡机场。
55°57′15″N 3°11′35″W / 55.95417°N 3.19306°W